# Baekdudaegan
Baekdudaegan là một tập hợp các dãy núi và tuyến nối các đỉnh núi chạy dọc suốt chiều dài của bán đảo Triều Tiên, từ núi Baekdu ở phía bắc cho đến Jirisan ở phía nam, bao trùm dãy núi Rangrim, dãy núi Sobaek và phần lớn dãy núi Taebaek.
Theo truyền thống Triều Tiên, dãy núi có vai trò quan trọng trong thuyết phong thủy. Dãy núi này thường được coi là "xương sống" của bán đảo Triều Tiên, và được vẽ trong nhiều bức họa khác nhau trong lịch sử.
Một số người mong ước có thể đi bộ dọc các đỉnh núi, chạy qua biên giới quân sự. Phần Baekdudaegan tại Hàn Quốc đã trở thành một công viên quốc gia vào năm 2006.